# Маделейн Скеррі
Маделейн Скеррі (англ. Madeleine Scerri, 11 серпня 1989) — австралійська плавчиня.
Учасниця Олімпійських Ігор 2008 року.